# Sa Palomera

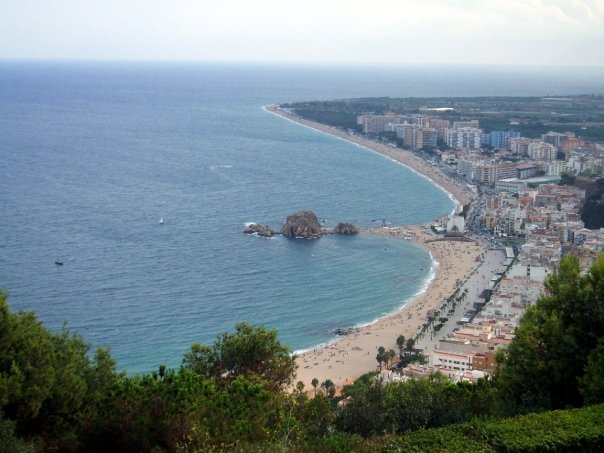
Sa Palomera e spiaggia di Blanes viste dal Castell de Sant Joan

Sa Palomera è una roccia che si trova sulla spiaggia di Blanes, in Catalogna, e che separa la baia di Blanes dalla Platja de Sabanell. È considerata simbolicamente il punto d'inizio della Costa Brava.
Sia Sa Palomera che gli isolotti adiacenti possono essere visitati, grazie ad un belvedere dal quale si può osservare buona parte della città che il delta del fiume La Tordera.
Questo promontorio fa parte dello scenario del famoso "Festival Pirotecnico di Blanes", che si celebra ogni estate all'interno delle manifestazioni delle feste patronali in onore di Santa Anna e San Joaquim (il 26 di luglio).
Di fronte alla Sa Palomera vi è un arco metallico a forma di “v” rovesciata che simboleggia la porta e dà il benvenuto in Costa Brava.

## Altri progetti

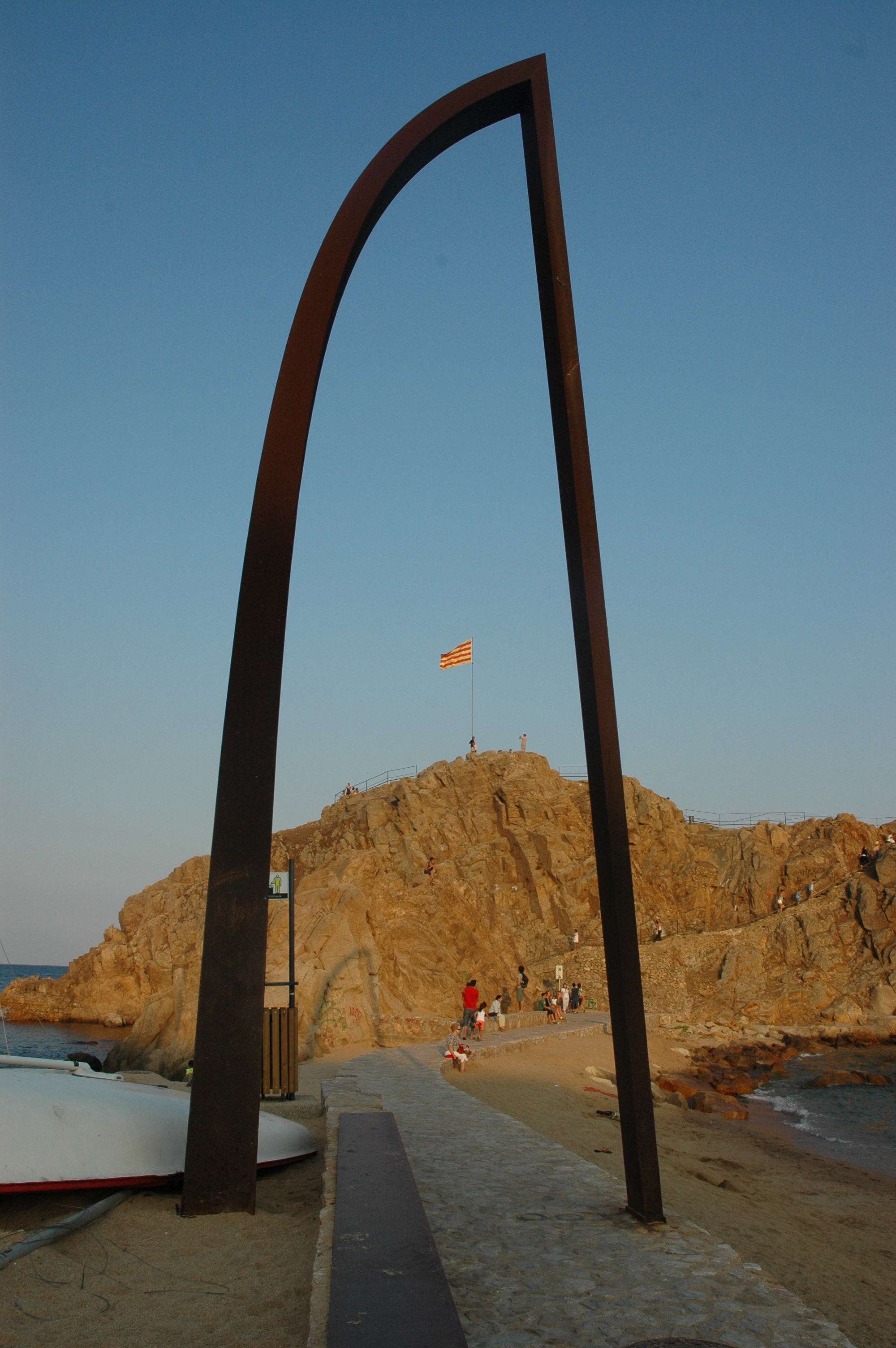
La Porta della Costa Brava